# Homalothecium fallax
Homalothecium fallax är en bladmossart som först beskrevs av Philibert in Husnot, och fick sitt nu gällande namn av Philibert in W. P. Schimper 1876. Homalothecium fallax ingår i släktet lockmossor, och familjen Brachytheciaceae. Inga underarter finns listade i Catalogue of Life.